# Музей искусства и истории культуры (Дортмунд)

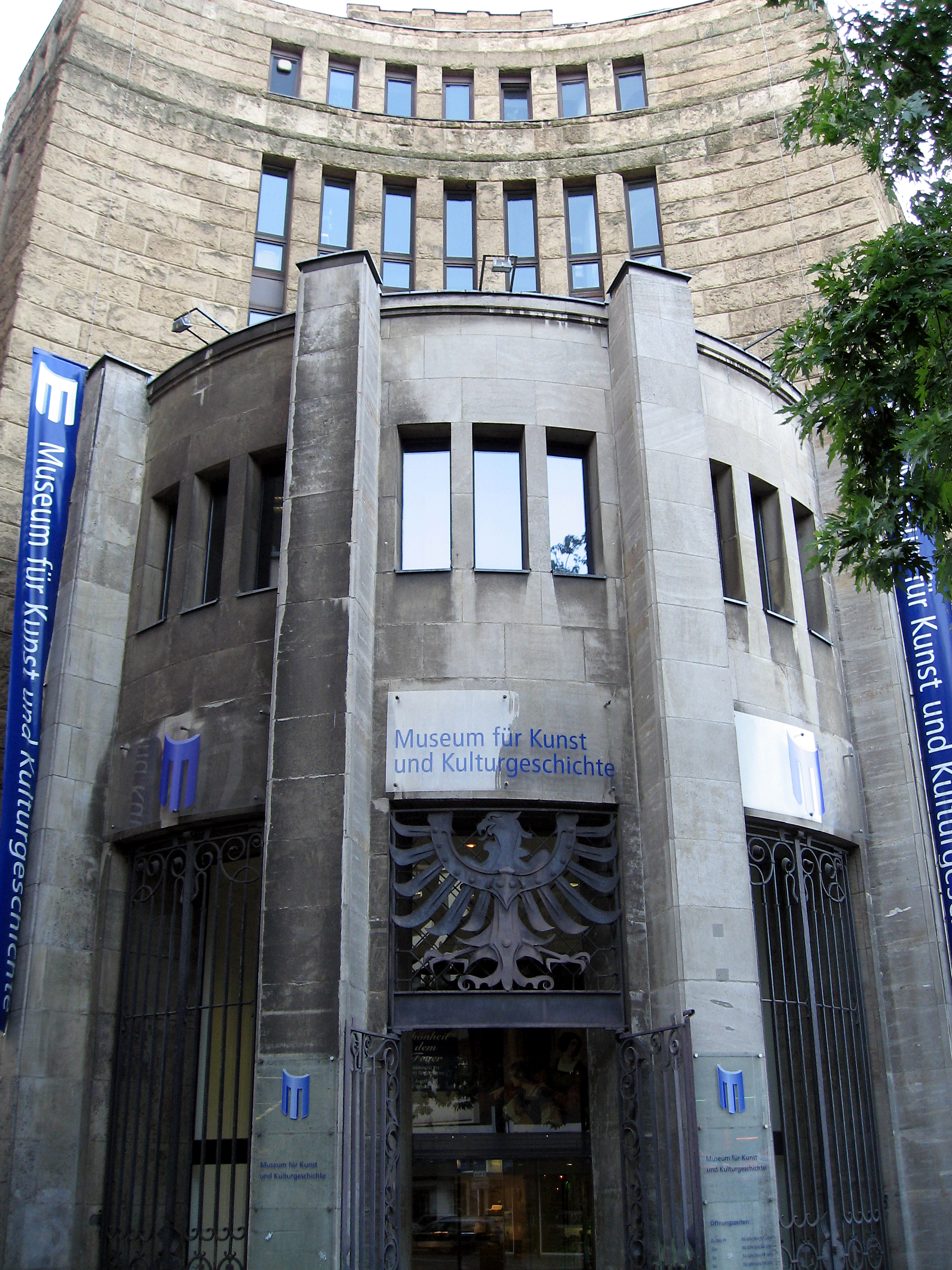
Вход в Музей искусства и истории культуры

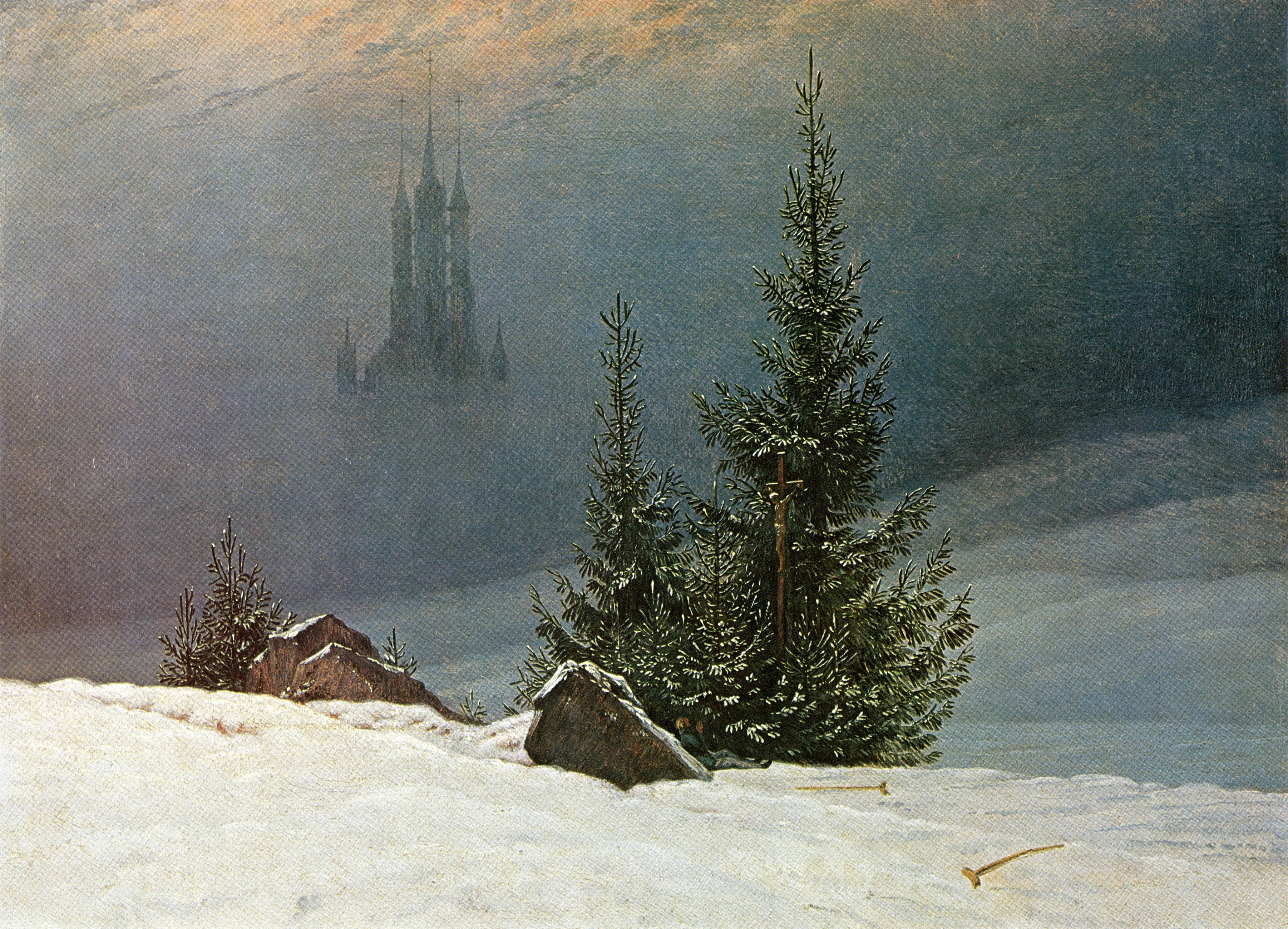
Каспар Давид Фридрих. Зимний пейзаж. 1811

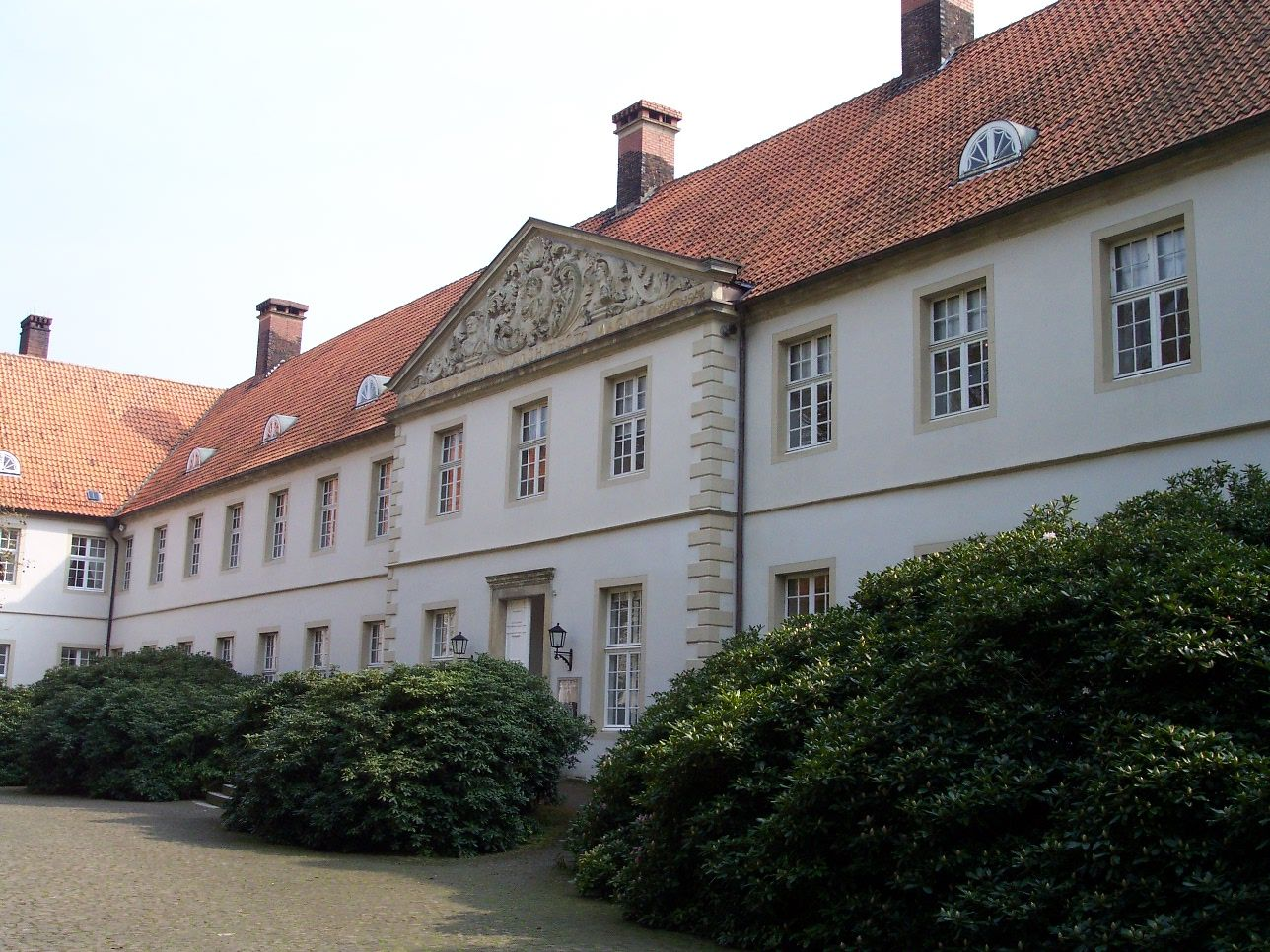
Замок Каппенберг, где ранее располагался музей

Музей искусства и истории культуры (нем. Museum für Kunst und Kulturgeschichte) или MKK — муниципальный музей города Дортмунд (Германия). В настоящее время он находится в здании в стиле ар-деко, в котором ранее располагался Сберегательный банк Дортмунда.
Коллекция музея включает в себя картины, скульптуры, мебель и предметы прикладного искусства, иллюстрирующие культурную историю Дортмунда с ранних времён до XX века. Регулярно проводятся временные выставки искусства и культуры, в музее также присутствует постоянная экспозиция по истории геодезии с редкими геодезическими инструментами.

## История
Музей был основан в 1883 году как коллекция исторических и художественных объектов. В первые годы он несколько раз менял свое местоположение и пополнялся археологическими находками, декоративными произведениями и местными историческими артефактами. Он был преобразован в музей изобразительного искусства в 1930-х годах, в частности с приобретением картин в стиле романтизма.
Собрание музея было эвакуировано во время Второй мировой войны и сохранилось почти невредимым. Однако, его здание было разрушено, поэтому коллекция была перенесена в замок Каппенберг в 1946 году. Руины же старого музея были использованы при строительстве Музея Оствалль. В это же время под ответственность Музея искусства и истории культуры были переданы произведения искусства, эвакуированные из различных уничтоженных вестфальских церквей, включая алтарь Святой Марии Конрада фон Зоста из церкви Святой Марии в Дортмунде.
В 1960-х и 1970-х годах музей приобрёл образцы вестфальской мебели, представлявшие историю мебели от готики до модерна. В 1983 году музей переехал на своё нынешнее место, в здание бывшего банка, построенное в стиле ар-деко в 1924 году. Директором с 1982 по 1986 год был Герхард Лангемайер, в будущем обер-бургомистр Дортмунда.

## Экспозиция
В музее представлены постоянные выставки «История культуры в промежутке времени» (нем. Kulturgeschichte im Zeitraffer), «Малая Национальная галерея» (нем. Die kleine Nationalgalerie) и выставка по истории геодезии. Секции следуют согласно хронологии, от «Назада в каменный век» и «Античности» до «Нового города».
Постоянная экспозиция живописи XIX века представлена работами Каспара Давида Фридриха, Макса Слефогта, Ловиса Коринта и Антона фон Вернера.